# Jesús Nogueiras Santiago
Jesús Nogueiras Santiago (nascut a Santa Clara el 17 de juliol de 1959), és un jugador d'escacs cubà, que té el títol de Gran Mestre des de 1979. Entre els anys 1980 i mitjans dels 1990, fou un dels millors jugadors del món.
Tot i que roman inactiu des del juny de 2019, a la llista d'Elo de la FIDE del setembre de 2020, hi tenia un Elo de 2473 punts, cosa que en feia el jugador número 22 (en actiu) de Cuba. El seu màxim Elo va ser de 2580 punts, a la llista de juliol de 1993 (posició 81 al rànquing mundial).

## Resultats destacats en competició
Entre les seves principals victòries en torneig, cal destacar els cinc Campionats de Cuba, dels anys 1977 (empatat amb Gerardo Lebredo i 
José Luis Vilela), 1978, 1984 (ex aequo amb Amador Rodríguez), 1991, i 2000. Va guanyar el Memorial Capablanca de 1984, i participà en el Cicle de Candidats en el Campionat del món de 1985–87, on després de quedar entre els quatre primers a l'Interzonal de Taxco, disputà el Torneig de Candidats de Montpeller de 1985, on no hi obtingué un bon resultat, essent 15è. El 1990, fou tercer al fort Torneig Internacional Najdorf a Buenos Aires 1991 (empatat a punts amb Mikhaïl Tal i Julio Granda). El 1997, guanyà el Memorial Carlos Torre a Mérida (Mèxic).

### Participació en olimpíades d'escacs
En Nogueiras ha participat, representant Cuba, en 14 Olimpíades d'escacs, del 1980 al 2008 (7 cops com a primer tauler), amb un resultat global de +46 –22 =78 (58,2%).